# 사우스옥스퍼드셔

사우스옥스퍼드셔의 위치

사우스옥스퍼드셔(영어: South Oxfordshire)는 잉글랜드 옥스퍼드셔주에 위치한 비도시 자치구로 중심 도시는 밀턴파크이며 인구는 137,015명(2014년 기준), 면적은 678.54km2이다.